# Walk of Game
Koordinaten: 37° 47′ 3,7″ N, 122° 24′ 12,3″ W

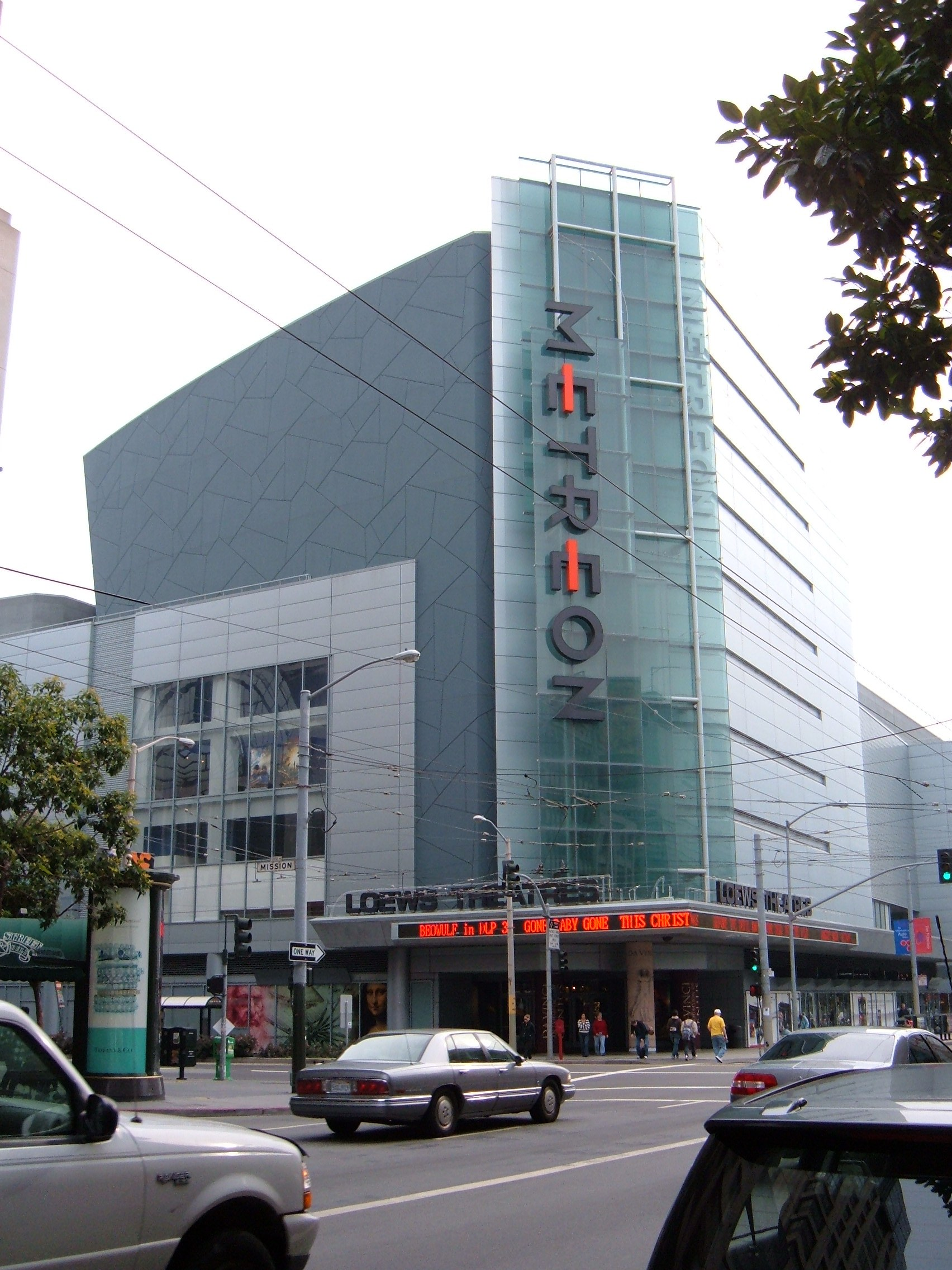
Das vierstöckige Metreon an der Kreuzung 4th Street und Mission Street in San Francisco

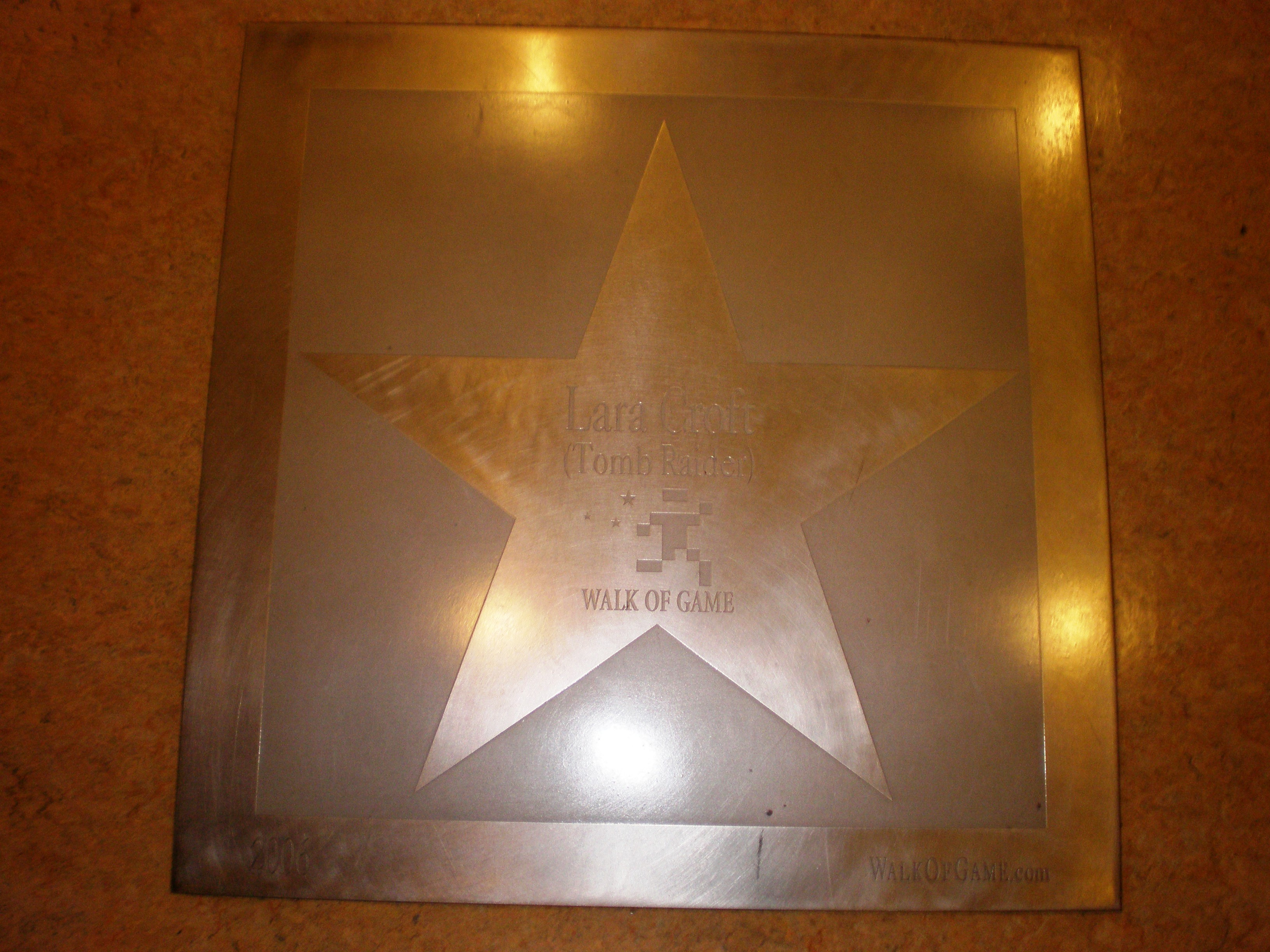
Stern für Lara Croft

Der Walk of Game war eine Auszeichnung für Videospiele, Spielfiguren und Spieleentwickler, die in den Jahren 2005 und 2006 von der Sony Corporation of America vergeben wurde. In Anlehnung an den Hollywood Walk of Fame wurde für die Ausgezeichneten ein mit ihrem Namen versehener Stern in den Boden des Walk of Game eingelassen. Die 24 × 24 Zoll großen Stahlsterne befinden sich im Inneren des Metreon, eines Unterhaltungskomplexes und Einkaufszentrums in Downtown San Francisco, der zu dieser Zeit vom Unterhaltungskonzern Sony betrieben wurde.
Zur Verleihung des Preises waren jeweils bekannte Spieleentwickler, Vertreter der Entwicklerunternehmen als auch als Spielfiguren verkleidete Darsteller (wie etwa Karima Adebibe als Lara Croft) zugegen. Die Verleihungen wurden von der Presse (insbesondere der Spielefachpresse) ausführlich aufgegriffen.
Die Sterne wurden in den Kategorien Lebenswerk (für Personen) und Spiele / Spielfiguren verliehen. In den beiden Jahren wurde mittels einer Umfrage unter Mitgliedern der Videospiel-Industrie und Technologie-, Unterhaltungs- und Gaming-Medien eine Liste von Personen, Videospielfiguren und Spielen erstellt, die für einen Stern nominiert wurden. Über die offizielle Webseite des Walk of Game konnten Spieler weltweit ihre Stimme für ihre Favoriten abgeben. Aus der Liste wurden die vier Bestplatzierten der Kategorie Spiele/Figuren und die zwei Bestplatzierten der Kategorie Lebenswerk ausgezeichnet.
Sony gab die Schaffung des Walk of Game im Jahr 2003 bekannt.
Bei der ersten Wahl vom 1. – 31. Oktober 2004 wurden mehr als 200.000 Stimmen auf der offiziellen Webseite abgegeben. Die feierliche Einweihungszeremonie der ersten Sterne fand am 8. März 2005 im Sony Metreon Center statt, zeitgleich mit der jährlichen Game Developers Conference im benachbarten Moscone Center. Nach einer Rede des Bürgermeisters von San Francisco, Gavin Newsom, wurden die Ehrungen von Simon Jeffery (Sega of America), Takashi Iizuka (Sega Studio USA), Marty O’Donnell (Bungie Studios), Bill Trinen (Nintendo of America, in Vertretung für Shigeru Miyamoto) und zuletzt Atari-Gründer Nolan Bushnell empfangen.
Die Verleihung der Sterne diente vor allem dem Zweck, eine touristische Attraktion in Sonys Einkaufszentrum zu schaffen, das neben Arcade-Spielhallen u. a. auch Sonys Playstation Store beherbergte, und damit stärker die Zielgruppe der videospielbegeisterten Jugendlichen anzusprechen.
Nach dem Verkauf des Metreon an die Westfield Group im Jahr 2006  wurde die Verleihung weiterer Sterne stillschweigend eingestellt. Die dazugehörige Website wurde seitdem nicht mehr aktualisiert und schließlich eingestellt.

## Sterne
| Jahr | Personen                                                   | Spiele / Figuren |
| ---- | ---------------------------------------------------------- | --- |
| 2005 | - Nolan Bushnell - Shigeru Miyamoto                        | - Halo: Kampf um die Zukunft - Link (aus The Legend of Zelda) - Mario (aus Super Mario) - Sonic the Hedgehog (aus dem gleichnamigen Spiel) |
| 2006 | - John Carmack (Doom) - Sid Meier (Civilization, Pirates!) | - EverQuest - Final Fantasy - Lara Croft (Tomb Raider) - StarCraft                                                                         |